# 收集核果者
《收集核果者》（法語：Les Noisettes）是法国画家威廉·阿道夫·布格罗创作于1882年的一副油画。画作显示了两个小姑娘采集坚果的景象。现藏于底特律美术馆。